# لي سانغ يي
لي سانغ يي (1922-؟؟) هو لاعب كرة قدم كوري جنوبي سايق كان يلعب في مركز الوسط. مثّل منتخب كوريا الجنوبية لكرة القدم. سبق له أن لعب في كأس العالم لكرة القدم مع منتخب بلاده.

## روابط خارجية
- لي سانغ يي على موقع الاتحاد الدولي (مؤرشف)  (الإنجليزية)
- لي سانغ يي على موقع Soccerway.com (الإنجليزية)
- لي سانغ يي على موقع عالم كرة القدم.نت (الإنجليزية)